# Hiéroglyphe égyptien R17
Le reliquaire d'Osiris en hiéroglyphes égyptiens, est classifié dans la section R « Mobilier cultuel et emblèmes sacrés » de la liste de Gardiner ; il y est noté R17.

## Représentation
Il représente le reliquaire abydénien de la tête d'Osiris. Il varie et est plus ou moins détaillé selon les représentations mais se compose en général d'une sorte de pilier ou un pavois (hiéroglyphe R12) surmonté d'un coffret oblong parfois quadrillé (contenant la tête d'Osiris). Lui même décoré de deux plumes d'autruche. Il y est parfois ajouté un disque solaire, un bandeau ou des cornes. Il est translittéré Tȝ-wr.

## Utilisation
| R17 | / | N17 | wr · r | R17 |

| R17 | / | N17 | wr · r | R17 |

| R18 |

| R18 |